# دینا الکار
دینا الکار (انگلیسی: Dana Elcar؛ ‏ ۱۰ اکتبر ۱۹۲۷ – ۶ ژوئن ۲۰۰۵) بازیگر اهل ایالات متحده آمریکا بود که بین سال‌های ۱۹۵۲ تا ۲۰۰۲ میلادی فعالیت می‌کرد.
از فیلم‌هایی که وی در آن نقش داشته‌است، می‌توان به نیش، بارتا، ۲۰۱۰: سالی که ما ارتباط برقرار کردیم، همه من، شاهزاده خانم کوارتربک و وضعیت رفع خطر اشاره کرد.